# Heteronychus mollis
Heteronychus mollis är en skalbaggsart som beskrevs av S. Endrödi 1961. Heteronychus mollis ingår i släktet Heteronychus och familjen Dynastidae. Inga underarter finns listade i Catalogue of Life.